# Medan åren går
Medan åren går (Another Year) är en brittisk film från 2010, skriven och regisserad av Mike Leigh. Leigh nominerades 2011 till en Oscar för bästa originalmanus.

## Handling
Ett gift par, som är lyckliga på livets höst, omges under fyra årstider av vänner, kollegor och familjemedlemmar som alla verkar olyckliga.

## Rollista
- Lesley Manville som Mary
- Jim Broadbent som Tom Hepple
- Ruth Sheen som Gerri Hepple
- Peter Wight som Ken
- Oliver Maltman som Joe Hepple
- David Bradley som Ronnie Hepple
- Karina Fernandez som Katie
- Martin Savage som Carl Hepple
- Michele Austin som Tanya
- Philip Davis som Jack
- Stuart McQuarrie som Toms kollega
- Imelda Staunton som Janet